# Gunderico
Gunderico (379 — 428) foi rei dos vândalos (407–428) e dos alanos (419-428). Filho de Godegisílio, rei dos vândalos asdingos, e de sua esposa Flora. Sucedeu ao seu pai, morto no último dia do ano 406 combatendo os francos ripuários que defendiam, como federados do Império Romano, a fronteira do Reno.
Com a ajuda de seus aliados suevos e da cavalaria pesada proporcionada por vários clãs alanos, Gunderico derrota a uma força de 3 000 francos e consegue forçar o passo à Gália, onde percorre saqueando, entre outras, cidades como Mogoncíaco (atual Mogúncia) e Samarobriva (atual Amiens). Não obstante, ante a pressão conjunta dos francos e das tropas bretão-romanas do usurpador Constantino III, vê-se empurrado para sul, cruzando os Pirenéus em 409.
Dois anos depois, em 411, um tratado com Roma estabelecerá aos vândalos asdingos na Galécia Asturicense, aos suevos no Lugo e Braga, aos alanos na Lusitânia e na Cartagena, e aos vândalos silingos na Andaluzia. Esta situação, entretanto, durará pouco, devido à intervenção dos visigodos que, sob o comando de Vália na qualidade de federados de Roma, intervêm na Hispânia. No ano 417 Vália penetra na Cartagena e derrota aos vândalos silingos na Andaluzia, capturando a seu rei Fredebaldo. No ano de 418 os alanos são dominados e o seu rei Adaces morre às mãos dos visigodos. Como conseqüência de tudo isso, Gunderico acabará assumindo em 419 o título de "rei dos vândalos e alanos" (em latim: Rex Wandalorum Et Alanorum) e instalando seu povo na Andaluzia como federados.
Em 422 Gunderico derrota uma legião do exército romano que, sob o comando de Castino, pretendia recuperar a Andaluzia. Cartagena é devastada e numerosos portos do Mediterrâneo caem em poder dos vândalos, que desenvolvem uma frota com a qual realizam incursões em Balear e o norte da África. Em 426 conseguem tomar Híspalis (Sevilha), onde Gunderico morrerá dois anos depois em obscuras circunstâncias, sendo sucedido pelo irmão ilegítimo Genserico.